# خلاف ضيق الأوراق

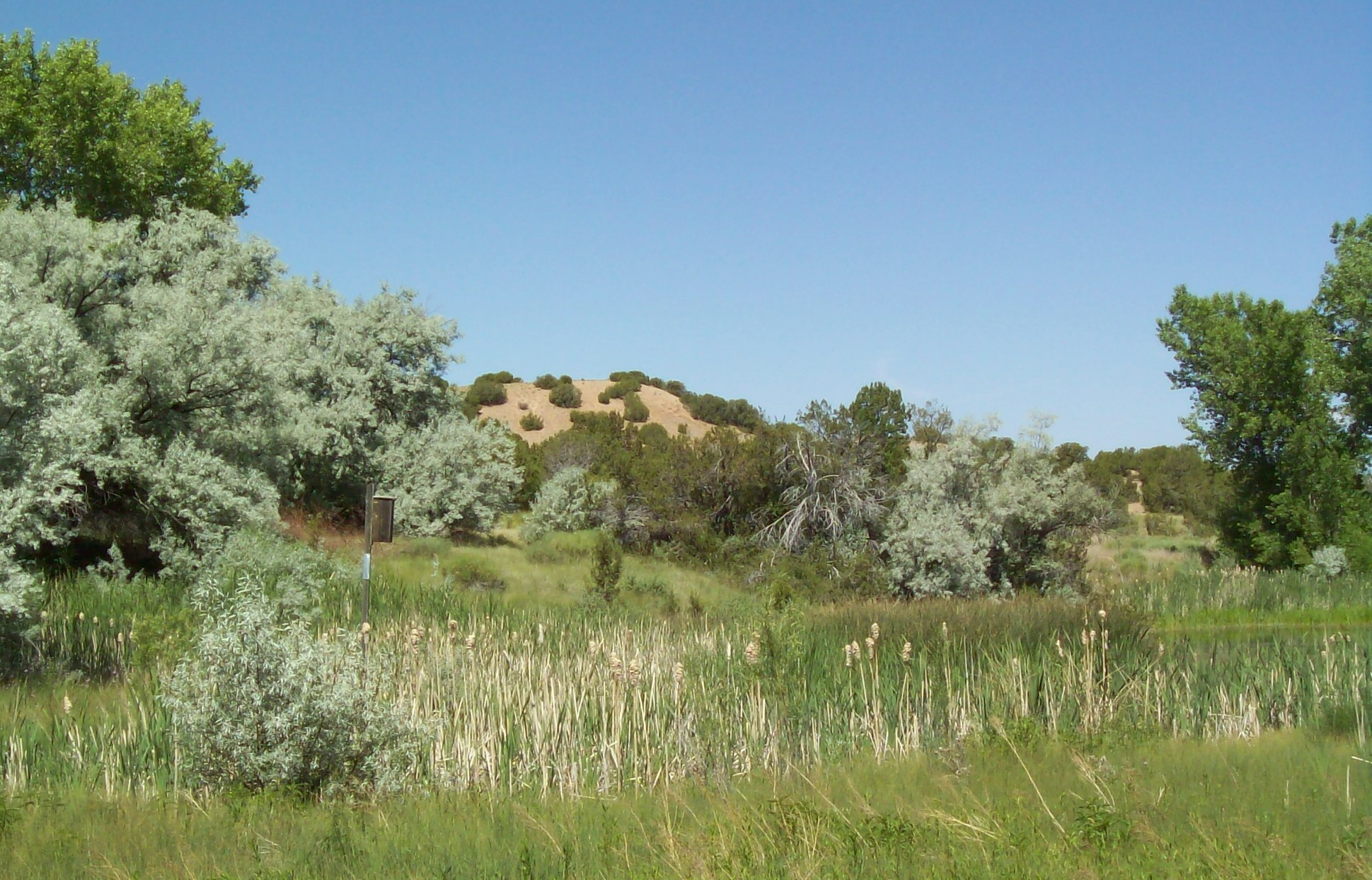
الخلاف ضيق الأوراق

الخِلاف ضيق الأوراق أو الزيزفون السوري أو الزيتون الروسي أو الزيتونية أو زقوم بلدي أو طبي الكلبة أو سَوْجَر أو زيزفون الشرق (باللاتينية: Elaeagnus angustifolia) نوع من الشجيرات أو الأشجار من جنس الخلاف من الفصيلة الخلافية. يعرف في بلاد الشام بالزيزفون، وهذا خطأ شائع لأنه يختلف جذرياً عن الزيزفون.

## الوصف النباتي
يكون ارتفاع الشجرة من 5-8 أمتار. أوراقها موبّرة رمحية متطاولة طولها من 2 إلى 6 سم سطحها العلوي فضي والسفلي رمادي، وهذا اللون من أهم ما يميز الشجرة. النورات صغيرة متجمعة في إبط الأوراق لها رائحة زكية جداً يفوح عبيرها في نيسان على مسافةٍ بعيدةٍ جداً. الثمرة فضية تشبه ثمرة الزيتون.

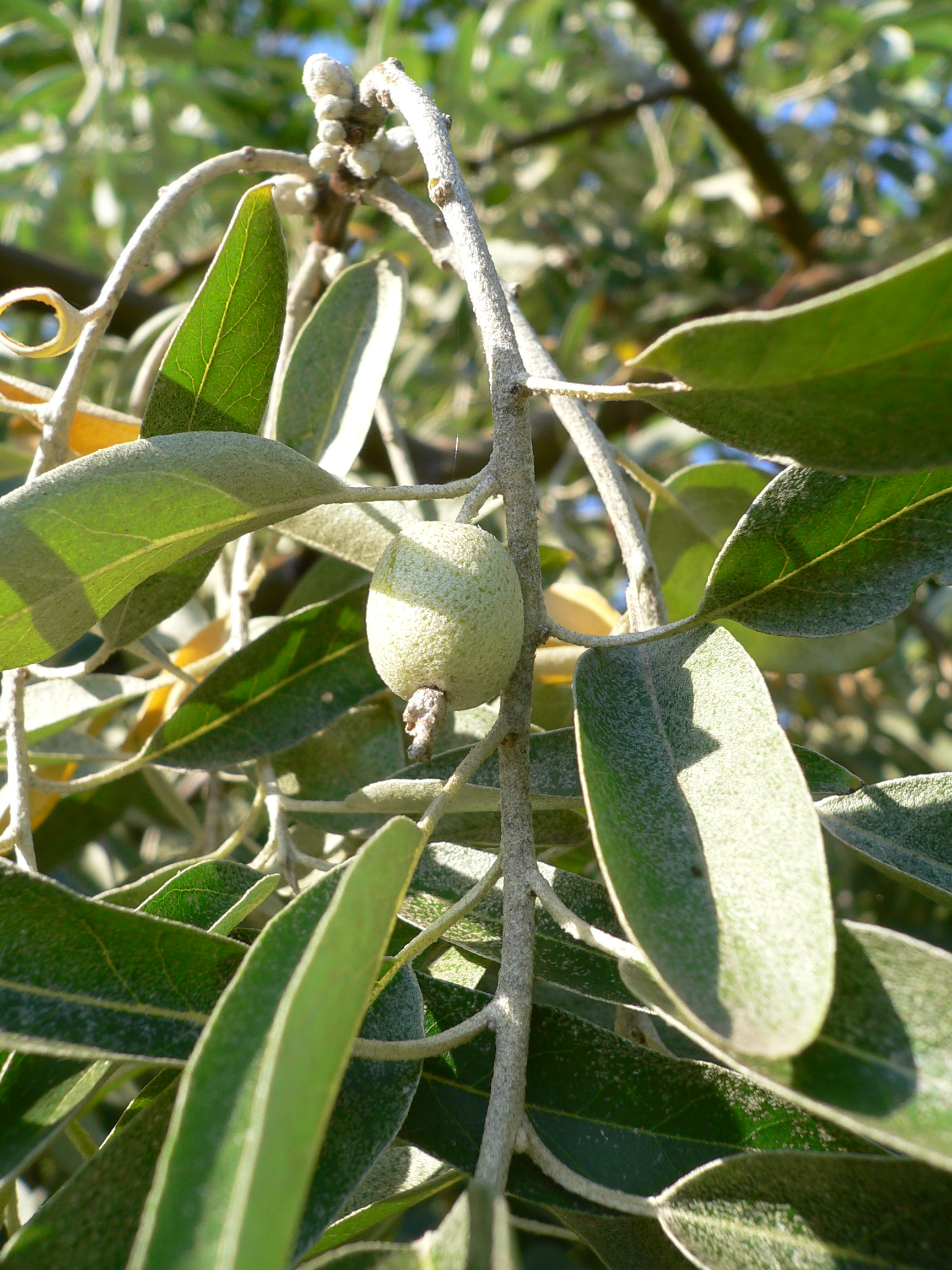
أوراق وثمار الخلاف ضيق الأوراق